# Pasmo Skaliste (Kaukaz)
Pasmo Skaliste (ros. Скалистый хребет, Skalistyj chriebiet) – pasmo górskie w północnej części Wielkiego Kaukazu, w Rosji. Rozciąga się na długości ok. 375 km, między Biełą (dopływ Kubania) i Terekiem. Na zachodzie wznosi się średnio na wysokość 1200–1700 m n.p.m., na wschodzie – ok. 3000 m n.p.m. Najwyższym szczytem jest Karakaja (3646 m n.p.m.). Zbocza północne pokryte są lasami szerokolistnymi. Wyższe partie i stoki południowe porośnięte są stepami górskimi i łąkami. Występują zjawiska krasowe.
Dużą część pasma zajmuje Rezerwat Północnoosetyjski i Rezerwat przyrody „Erzi”.